# Charlie Inzon
Charlie Malapitan Inzon OMI (* 24. November 1965 in Putiao, Sorsogon) ist ein philippinischer römisch-katholischer Ordensgeistlicher und Apostolischer Vikar von Jolo.

## Leben
Charlie Inzon trat 1982 der Ordensgemeinschaft der Oblaten der Unbefleckten Jungfrau Maria und legte am 21. Mai 1986 die zeitliche sowie am 8. September 1990 die ewige Profess ab. Von 1988 bis 1993 studierte er Philosophie an der Notre-Dame-Universität in Cotabato City. Am 24. April 1993 empfing er in Caloocan das Sakrament der Priesterweihe. Anschließend setzte er seine theologischen Studien an der Ateneo de Manila University in Quezon City fort und erwarb den Mastergrad.
Nach der Priesterweihe übernahm er verschiedene Aufgaben in der Pfarrseelsorge und am Notre Dame College in Jolo, dessen Präsident er von 2010 bis 2014 war. Von 2014 bis 2018 war er Präsident der Notre Dame University Cotabato City und anschließend Provinzial der philippinischen Ordensprovinz der Oblaten.
Papst Franziskus ernannte ihn am 4. April 2020 zum Apostolischen Vikar von Jolo. Der Erzbischof von Cotabato, Angelito R. Lampon OMI, spendete ihm am 21. Mai desselben Jahres in der Kathedrale von Cotabato City die Bischofsweihe. Mitkonsekratoren waren dessen Amtsvorgänger Orlando Kardinal Quevedo OMI und der Bischof von Kidapawan, José Colin Mendoza Bagaforo. Die Amtseinführung in Jolo fand am 16. Juli 2020 statt.